# Monument a Lluís Companys (Sant Adrià de Besòs)
El Monument a Lluís Companys és una obra de Sant Adrià de Besòs (Barcelonès) protegida com a Bé Cultural d'Interès Local.

## Descripció
Escultura constituïda per una sèrie de tres murs d'igual amplada, 3,2 m i alçada variable entre 4,2 i 4 m de formigó armat vist, amb estries horitzontals definint franges llises de 40 cm d'amplada. Els tres murs estan disposats paral·lelament i separats, deixant un pas lliure entre murs de 3 m. el monument acompanya al visitant del parc que s'endinsa, des de l'espai urbà, cap a la pineda enjardinada. Un dels murs té una xapa metàl·lica perforada amb un punt de llum. El monument porta la inscripció "A Lluís Companys i Jover, President de la Generalitat de Catalunya 1934-1940". Amb l'enreixat, el monument, simbolitza l'empresonament de Companys; amb la llum i el telèfon es representa l'esperança d'un indult que no va arribar mai. Companys fou assassinat el 15 d'octubre de 1940.

## Història
El parc lineal Lluís Companys es va crear el 1988. Se li va donar el nom del qui fou president de la Generalitat i que el 6 d'octubre de 1934 va `proclamar l'estat català. El general Batet va rebre ordres de Madrid d'entrar en combat amb els mossos d'esquadra aquella mateixa nit. El 1939 Lluís Companys emprengué el camí de l'exili. Durant l'ocupació alemanya fou lliurat a l'Estat espanyol. Fou jutjat i empresonat i moria afusellat el 15 d'octubre de 1940 al castell de Montjuic de Barcelona.